# Bjørn Poulsen (Historiker)
Bjørn Poulsen (* 30. März 1955 in Klippinge) ist ein dänischer Historiker. 
Bjørn Poulsen studierte von 1975 bis 1983 Geschichte und Ethnologie an der Universität Kopenhagen. Danach entschied er sich mit Hilfe eines Forschungsstipendium für die Promotion. Im Jahr 1989 wurde er in Kopenhagen promoviert mit dem Thema Land. Stadt. Markt. Zwei Wirtschaftslandschaften im Schleswig des 15. Jahrhunderts. Die Arbeit lieferte wichtige Ergebnisse über den Aufstieg des Hafenplatzes Husum. Nach der Promotion arbeitete er als wissenschaftlicher Angestellter am Landesarchiv Sønderjylland. Im Jahr 1997 wurde er Dozent der mittelalterlichen Geschichte an der Universität Aarhus und lehrt dort seit 2001 als Professor.
Er ist Mitglied von The Danish Council for Independent Research (Humanities). Seine Forschungsschwerpunkte sind die Kultur- und Sozialgeschichte Skandinaviens und Schleswig-Holsteins in Mittelalter und Früher Neuzeit. Seine Arbeiten behandeln Themen wie das Geld der Bauern und Studien zu den schleswigschen Rechnungen 1400 bis 1650. Mit Klaus-Joachim Lorenzen-Schmidt gab er 1992 einen Sammelband über bäuerliche (An-)Schreibebücher als Quellen für die Wirtschafts- und Sozialgeschichte heraus. Mit Nils Hybel veröffentlichte er 2007 ein umfassendes Handbuch zur dänischen Wirtschaftsgeschichte, das 2013 in zweiter Auflage erschien. Poulsen gab zusammen mit Soeren Michael Sindbaek die Ergebnisse einer Tagung im dänischen Aarhus zur Frage nach Ausbreitung, Gestalt und Bedeutung der Grundherrschaft in Skandinavien heraus.

## Schriften (Auswahl)
Monographien
- Nils Hybel: The Danish resources c. 1000–1550. Growth and recession (= The northern world. Bd. 34). Brill, Leiden 2007, ISBN 978-90-04-16192-4.
- Land-By-Marked. To okonomiske landskaber i 1400 tallets Slesvig. Dansk Centralbibl., Flensburg 1988, ISBN 87-89178-00-9.

Herausgeberschaften
- mit Soeren Michael Sindbaek: Settlement and lordship in Viking and early medieval Scandinavia (= The medieval countryside. Bd. 9). Brepols, Turnhout 2011, ISBN 978-2-503-53131-1.
- mit Finn-Einar Eliassen, Jørgen Mikkelsen: Regional Integration in Early Modern Scandinavia. Odense University Press, Odense 2001, ISBN 978-87-7838-658-8.